# Creuer (aeronàutica)

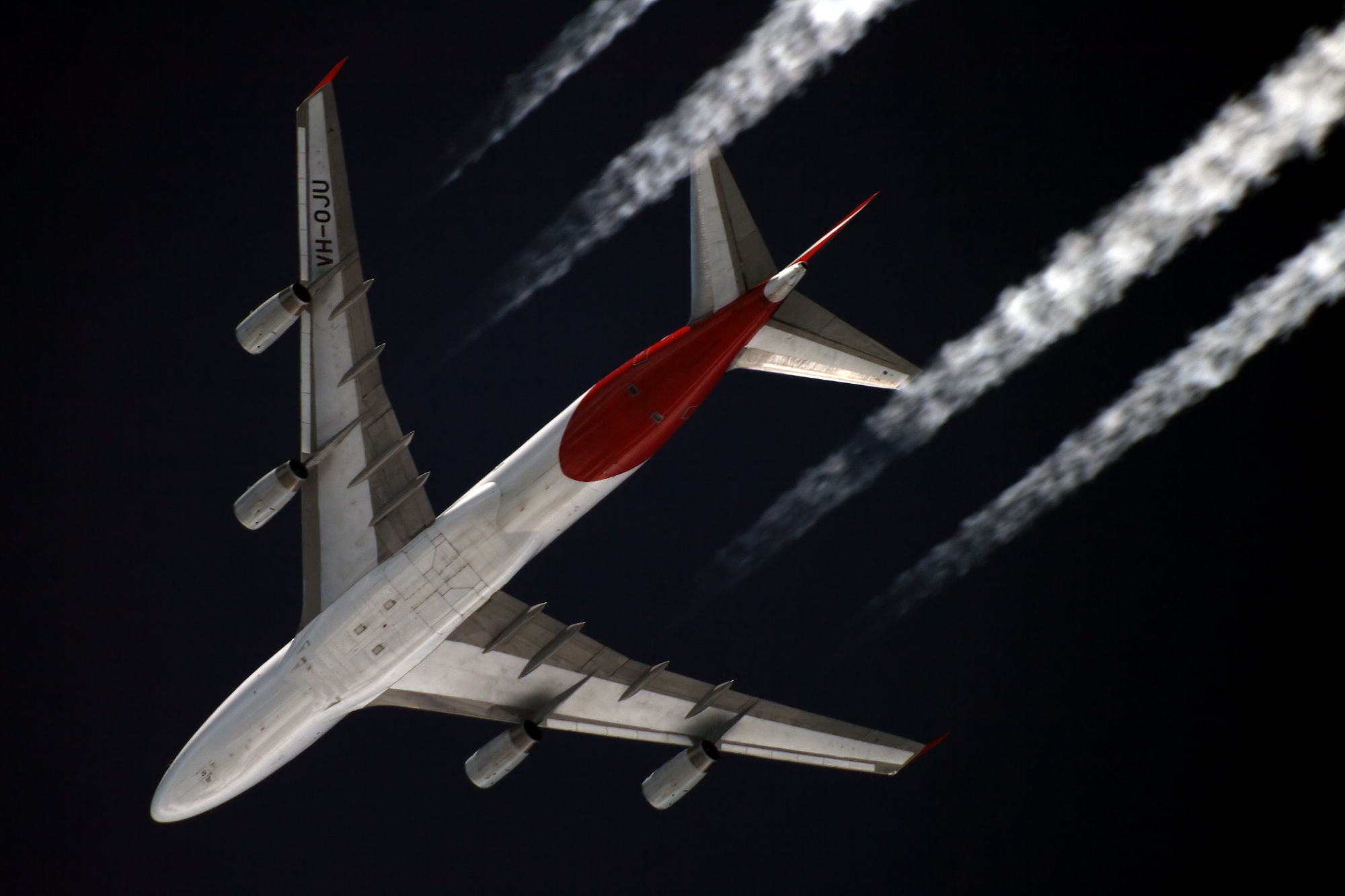
Un Boeing 747-400 de Qantas en creuer.

El creuer és una fase de vol a nivell que es dona després que una aeronau ascendeixi a una altitud fixa i abans que comenci a descendir. És normalment la fase majoritària d'un vol. El creuer pot incloure canvis en l'orientació (direcció de l'aeronau) a velocitat i altitud constants.
Per la majoria d'aeronaus de passatgers, la fase de creuer consumeix la major part del combustible de l'aeronau, Això alleugereix l'aeronau i eleva l'altitud òptima pel consum de combustible. Per raons de control del trànsit aeri normalment és necessari que l'aeronau es mantingui en un nivell de vol preestablert. En vols de llarga durada, el pilot pot demanar a l'ATC d'ascendir d'un nivell de vol a un altre. Aquesta maniobra s'anomena «ascens esglaonat».
Normalment, les aeronaus comercials o de passatgers són dissenyades per tenir les prestacions òptimes amb la velocitat creuer o en les velocitats característiques. Els motors de combustió tenen un nivell d'eficiència òptim en consum de combustible i potència de sortida. Generalment, els motors de pistons són més eficaços entre la velocitat en ralentí i el 25% del regulador.
A part de les aeronaus, altres factors que afecten l'altitud òptima de creuer són la càrrega, el centre de gravetat, la temperatura de l'aire, la humitat, i la velocitat. Aquesta altitud és normalment on es compensen les màximes velocitats horitzontals, l'augment en la potència de l'arrossegament, i la disminució en l'empenyiment del motor i l'eficiència a altes altituds.
Valors típics de velocitats de creuer per un vol comercial de llarga durada van dels 475 als 500 nusos (878–926 km/h; 546–575 mph).